# Виллот-сюр-Урс
Вилло́т-сюр-Урс (фр. Villotte-sur-Ource) — коммуна во Франции, находится в регионе Бургундия. Департамент коммуны — Кот-д’Ор. Входит в состав кантона Шатийон-сюр-Сен. Округ коммуны — Монбар.
Код INSEE коммуны — 21706.

## Население
Население коммуны на 2010 год составляло 112 человек.
| 1962 | 1968 | 1975 | 1982 | 1990 | 1999 | 2010 |
| ---- | ---- | ---- | ---- | ---- | ---- | ---- |
| 93   | 86   | 80   | 86   | 105  | 114  | 112  |

## Экономика
В 2010 году среди 83 человек трудоспособного возраста (15—64 лет) 58 были экономически активными, 25 — неактивными (показатель активности — 69,9 %, в 1999 году было 69,4 %). Из 58 активных жителей работали 53 человека (35 мужчин и 18 женщин), безработных было 5 (2 мужчин и 3 женщины). Среди 25 неактивных 2 человека были учениками или студентами, 10 — пенсионерами, 13 были неактивными по другим причинам.